# Tirta Jaya
Tirta Jaya is een bestuurslaag in het regentschap Banyuasin van de provincie Zuid-Sumatra, Indonesië. Tirta Jaya telt 1125 inwoners (volkstelling 2010).